# Pryteria intensa
Pryteria intensa là một loài bướm đêm thuộc phân họ Arctiinae, họ Erebidae.